# 茲拉蒂察

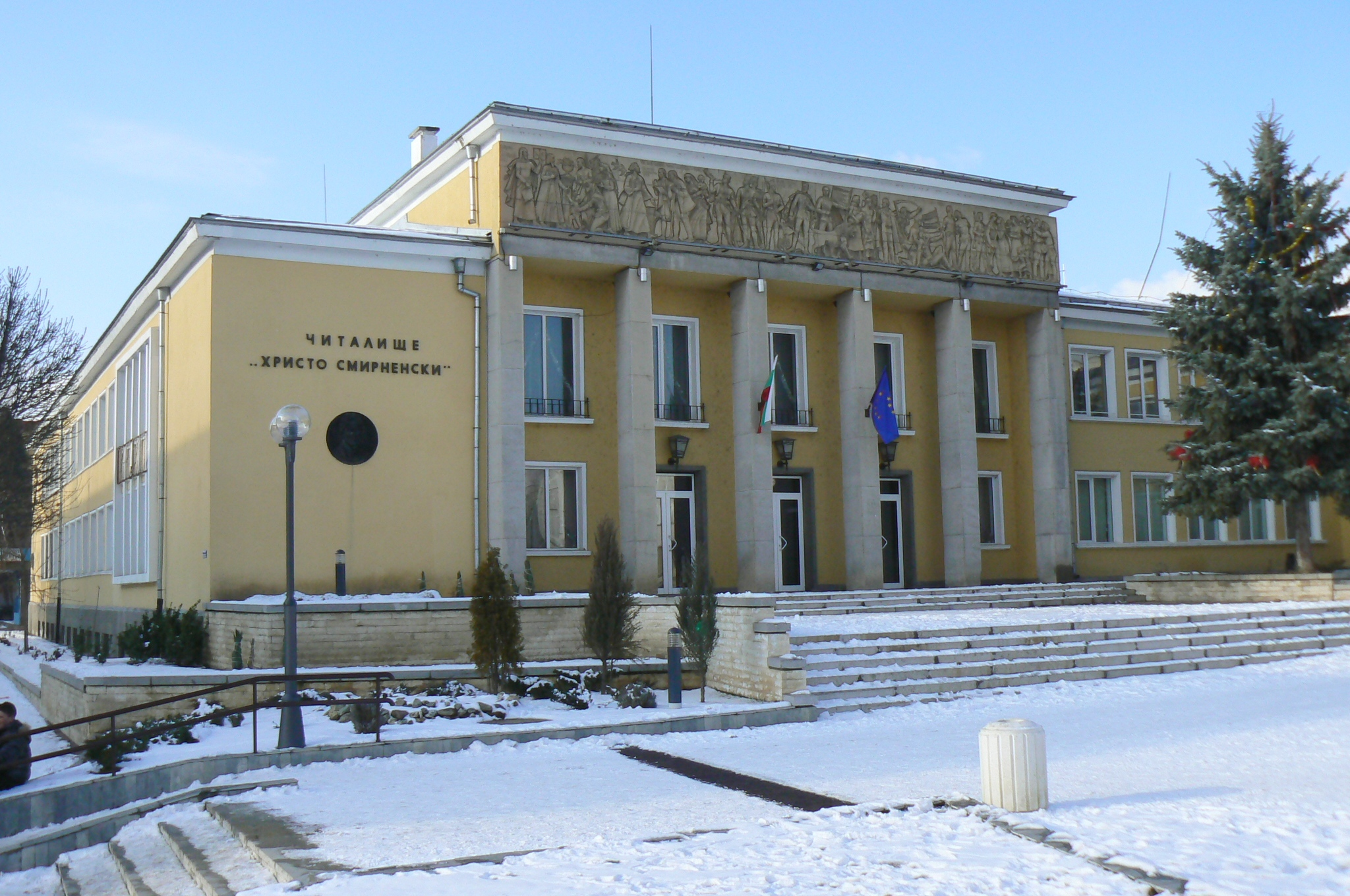
社区文化中心

茲拉蒂察是保加利亞中部索菲亞州茲拉蒂察市鎮的城鎮及行政中心，距離首都索菲亞75公里，海拔高度680米，受大陸性氣候影響，2007年人口5,286，居民主要信奉東正教。